# Mad (Slowakei)
Mad (ungarisch Nagymad) ist eine Gemeinde im Südwesten der Slowakei mit 576 Einwohnern (Stand 31. Dezember 2024). Sie gehört zum Okres Dunajská Streda, einem Teil des Trnavský kraj.

## Geographie
Die Gemeinde befindet sich im Mittelteil der Großen Schüttinsel, einem Teil des slowakischen Donautieflands. Das Ortszentrum liegt auf einer Höhe von 114 m n.m. und ist fünfeinhalb Kilometer von Dunajská Streda entfernt.
Nachbargemeinden sind Povoda und Kútniky im Norden, Dolný Bar im Nordosten und Osten, Dolný Štál im Südosten, Padáň im Süden sowie Vrakúň im Südwesten und Westen.

## Geschichte

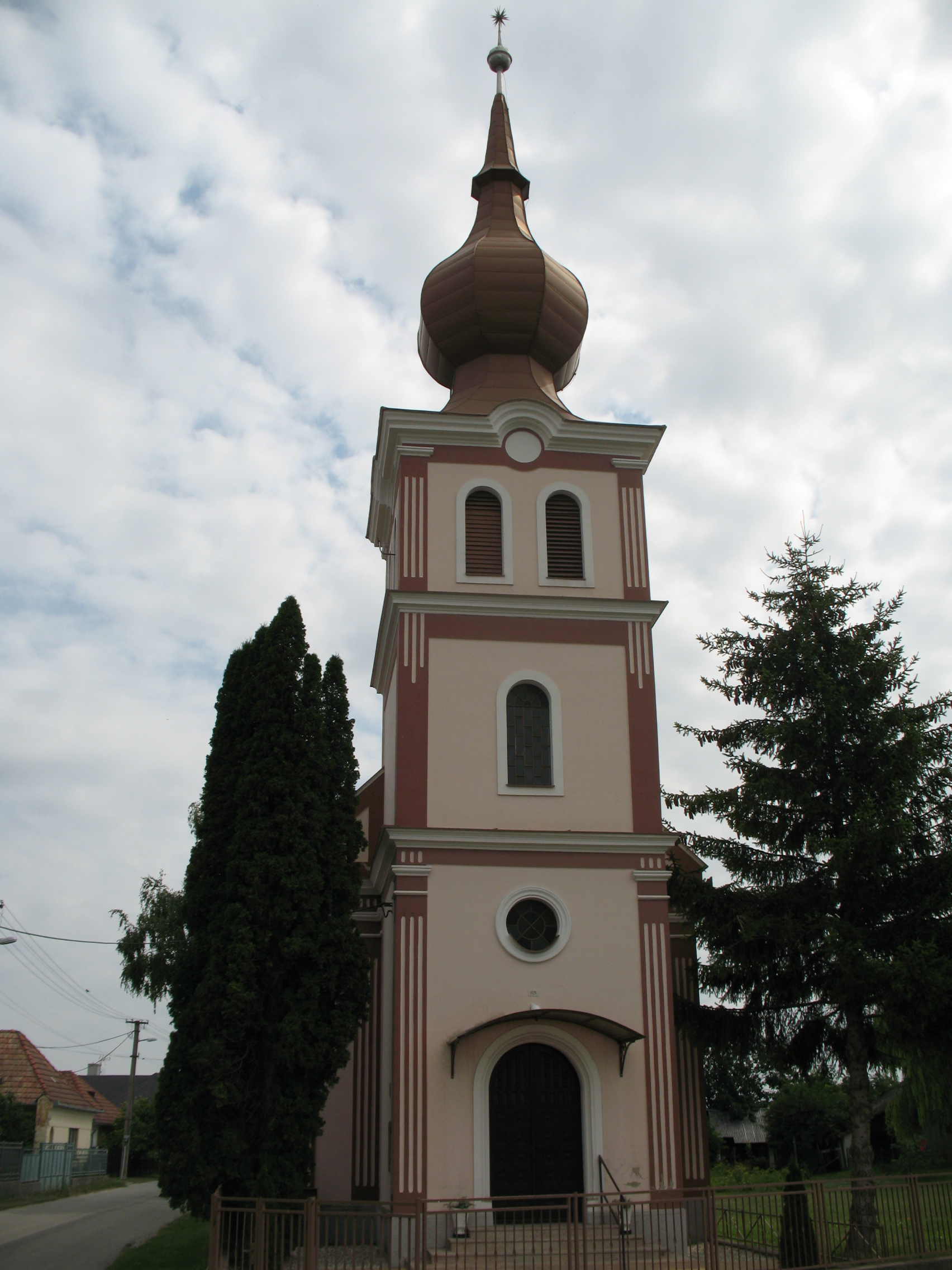
Reformierte Toleranzkirche

Mad wurde zum ersten Mal 1254 schriftlich erwähnt und war Besitz niederadeliger Familien, im 16. Jahrhundert namentlich der Familie Dóczy. 1828 zählte man 88 Häuser und 634 Einwohner.
Bis 1919 gehörte der im Komitat Pressburg liegende Ort zum Königreich Ungarn und kam danach zur Tschechoslowakei beziehungsweise heute Slowakei. 1938–1945 lag er aufgrund des Ersten Wiener Schiedsspruchs noch einmal in Ungarn.
Von 1960 bis 1990 war Mad Teil der Gemeinde Dolný Bar.

## Bevölkerung
| Jahr                | 1994 | 2004    | 2014    | 2024    |
| ------------------- | ---- | ------- | ------- | ------- |
| Anzahl der Personen | 476  | 498     | 541     | 576     |
| Unterschied         |      | +4,62 % | +8,63 % | +6,46 % |

| Jahr                | 2023 | 2024    |
| ------------------- | ---- | ------- |
| Anzahl der Personen | 574  | 576     |
| Unterschied         |      | +0,34 % |

Nach der Volkszählung 2011 wohnten in Mad 528 Einwohner, davon 459 Magyaren, 58 Slowaken und ein Deutscher. Ein Einwohner gab eine andere Ethnie an und neun Einwohner machten keine Angabe. 330 Einwohner bekannten sich zur römisch-katholischen Kirche, 133 Einwohner zur reformierten Kirche, jeweils vier Einwohner zu den Zeugen Jehovas und zur Evangelischen Kirche A. B. und zwei Einwohner zur griechisch-katholischen Kirche; ein Einwohner bekannte sich zu einer anderen Konfession. 26 Einwohner waren konfessionslos und bei 28 Einwohnern wurde die Konfession nicht ermittelt.

## Bauwerke
- reformierte Toleranzkirche aus dem Jahr 1788
- römisch-katholische Johann-von-Nepomuk-Kirche aus dem Jahr 1869